# Aero A-15
De Aero A-15 (ook wel bekend als A.15) is een Tsjechoslowaaks dubbeldekker verkenningsvliegtuig gebouwd door Aero in 1922. De A-15 is bijna volledig identiek aan de A-14. Het enige verschil is dat de A-15 is uitgerust een Hiero L in plaats van de Hiero N.

## Specificaties
- Bemanning: 2
- Lengte: 8,40 m
- Spanwijdte: 12,30 m
- Vleugeloppervlak: 37,5 m2
- Motor: 1× Hiero L, 172 kW